# Ben Madgen
Ben Madgen (nacido el 7 de febrero de 1985 en Williamstown) es un jugador de baloncesto australiano que pertenece a la plantilla del South East Melbourne Phoenix de la National Basketball League (Australia). Mide 1,93 metros, y juega en la posición de base y escolta.

## Trayectoria deportiva
Es un jugador formado en los Augusta State Jaguars y tras no ser drafteado en 2015, debutó como profesional en su país en las filas del Sydney Kings, donde jugaría durante cinco temporadas. Su primera experiencia como profesional fuera de Australia, sería en la temporada 2015-15 en las flas del VOO Wolves Verviers-Pepinster belga.
Más tarde, jugaría en el Krepšinio klubas Lietkabelis, antes de firmar en verano de 2017, por el BC Lietuvos Rytas.